# Internazionali d'Italia 1964
Gli Internazionali d'Italia 1964 sono stati un torneo di tennis giocato sulla terra rossa. È stata la 21ª edizione degli Internazionali d'Italia. Sia il torneo maschile sia quello femminile si sono giocati al Foro Italico di Roma in Italia.

## Campioni

### Singolare maschile
Jan-Erik Lundquist ha battuto in finale  Fred Stolle con il punteggio di 1–6, 7–5, 6–3, 6–1

### Singolare femminile
Margaret Smith  ha battuto in finale  Lesley Turner con il punteggio di 6–1, 6–1

### Doppio maschile
Bob Hewitt /  Fred Stolle  hanno battuto in finale   Tony Roche /  John Newcombe con il punteggio di 7–5, 6–3, 3–6, 7–5

### Doppio femminile
Margaret Smith /  Lesley Turner  hanno battuto in finale  Silvana Lazzarino / Lea Pericoli  6–1, 6–2

### Doppio misto
Margaret Smith /  John Newcombe  hanno battuto in finale  Maria Bueno / Tomaz Koch   3–6, 7–5, 6–2